# Premis Oscar de 1951
Els Premis Oscar de 1951 (en anglès: 24th Academy Awards) foren presentats el 20 de març de 1952 en una cerimònia realitzada al RKO Pantages Theatre de Los Angeles.
La cerimònia fou presentada per l'actor i comediant Danny Kaye.

## Curiositats
El premi a la millor pel·lícula recaigué en Un americà a París de Vincente Minnelli, que rebé 6 premis en total, els mateixos que A Place in the Sun de George Stevens, que aconseguí guanyar el de millor director. A Streetcar Named Desire d'Elia Kazan aconseguí nominacions en totes les categories d'actors, si bé Marlon Brando no aconseguí el premi a millor actor, que recaigué en Humphrey Bogart per La reina d'Àfrica de John Huston, esdevenint l'últim actor nascut al segle xix en aconseguir un premi Oscar.
Un Americà a París fou la segona pel·lícula en color en aconseguir el premi a millor pel·lícula, 12 anys després que ho feu Allò que el vent s'endugué de Victor Fleming, i la tercera pel·lícula musical en aconseguir el premi després de The Broadway Melody de Harry Beaumont (1929) i The Great Ziegfeld de Robert Z. Leonard (1936).
Quo Vadis de Mervyn Leroy aconseguí 8 nominacions, però no aconseguí cap premi.

## Premis
| Millor pel·lícula | Millor director |
| --- | --- |
| - Un americà a París (Arthur Freed per Metro-Goldwyn-Mayer) - Decision Before Dawn (Anatole Litvak i Frank McCarthy per20th Century Fox) - A Place in the Sun (George Stevens per Paramount Pictures) - Quo Vadis (Sam Zimbalist per Metro-Goldwyn-Mayer) - A Streetcar Named Desire (Charles K. Feldman per Warner Bros.) | - George Stevens per A Place in the Sun - John Huston per La reina d'Àfrica - Elia Kazan per A Streetcar Named Desire - Vincente Minnelli per Un americà a París - William Wyler per Detective Story |
| Millor actor | Millor actriu |
| - Humphrey Bogart per La reina d'Àfrica com a Charlie Allnut - Marlon Brando per A Streetcar Named Desire com a Stanley Kowalski - Montgomery Clift per A Place in the Sun com a George Eastman - Arthur Kennedy per Bright Victory com a Larry Nevins - Fredric March per La mort d'un viatjant com a Willy Loman | - Vivien Leigh per A Streetcar Named Desire com a Blanche DuBois - Katharine Hepburn per La reina d'Àfrica com a Rose Sayer - Eleanor Parker per Detective Story com a Mary McLeod - Shelley Winters per A Place in the Sun com a Alice Tripp - Jane Wyman per The Blue Veil com a LouLou Mason |
| Millor actor secundari | Millor actriu secundària |
| - Karl Malden per A Streetcar Named Desire com a Harold "Mitch" Mitchell - Leo Genn per Quo Vadis com a Petroni - Kevin McCarthy per La mort d'un viatjant com a Biff Loman - Peter Ustinov per Quo Vadis com a Neró - Gig Young per Come Fill the Cup com a Boyd Copeland | - Kim Hunter per A Streetcar Named Desire com a Stella Kowalski - Joan Blondell per The Blue Veil com a Annie Rawlins - Mildred Dunnock per La mort d'un viatjant com a Linda Loman - Lee Grant per Detective Story com a Shoplifter - Thelma Ritter per The Mating Season com a Ellen McNulty |
| Millor guió original | Millor guió adaptat |
| - Alan Jay Lerner per Un americà a París - Philip Dunne per David i Betsabé - Clarence Greene and Russell Rouse per The Well - Robert Pirosh per Go for Broke! - Billy Wilder, Lesser Samuels i Walter Newman per Ace in the Hole | - Michael Wilson i Harry Brown per A Place in the Sun (sobre hist. de Theodore Dreiser) - James Agee i John Huston per La reina d'Àfrica (sobre hist. de C. S. Forester) - Jacques Natanson i Max Ophüls per La ronda (sobre obra teatre de Arthur Schnitzler) - Tennessee Williams per A Streetcar Named Desire (sobre obra teatre pròpia) - Philip Yordan i Robert Wyler per Detective Story (sobre obra teatre de Sidney Kingsley) |
| Millor història | Millor curtmetratge d'animació |
| - Paul Dehn i James Bernard per Seven Days to Noon - Budd Boetticher i Ray Nazarro per Bullfighter and the Lady - Alfred Hayes i Stewart Stern per Teresa - Oscar Millard per The Frogmen - Robert Riskin i Liam O'Brien per Here Comes the Groom | - The Two Mouseketeers de Fred Quimby - Lambert the Sheepish Lion de Walt Disney - Rooty Toot Toot de Stephen Bosustow |
| Millor banda sonora - Dramàtica o còmica | Millor banda sonora - Musical |
| - Franz Waxman per A Place in the Sun - Alfred Newman per David i Betsabé - Alex North per La mort d'un viatjant - Alex North per A Streetcar Named Desire - Miklós Rózsa per Quo Vadis | - Johnny Green i Saul Chaplin per Un americà a París - Peter Herman Adler i Johnny Green per The Great Caruso - Adolph Deutsch i Conrad Salinger per Show Boat - Alfred Newman per On the Riviera - Oliver Wallace per Alícia al país de les meravelles |
| Millor cançó original | Millor so |
| - Hoagy Carmichael (música); Johnny Mercer (lletra) per Here Comes the Groom ("In the Cool, Cool, Cool of the Evening") - Bert Kalmar, Harry Ruby i Oscar Hammerstein II (música i lletra) per The Strip ("A Kiss to Build a Dream On") - Lionel Newman (música); Eliot Daniel (lletra) per Golden Girl ("Never") - Burton Lane (música); Alan Jay Lerner (lletra) per Noces reials ("Too Late Now") - Nicholas Brodszky (música); Sammy Cahn (lletra) per Rich, Young and Pretty ("Wonder Why") | - Douglas Shearer per The Great Caruso - John O. Aalberg per Camí a Broadway - Gordon Sawyer per I Want You - Leslie I. Carey per Bright Victory - Nathan Levinson per A Streetcar Named Desire |
| Millor direcció artística - Blanc i Negre | Millor direcció artística - Color |
| - Richard Day; George James Hopkins per A Streetcar Named Desire - Jean d'Eaubonne per La ronde - Cedric Gibbons i Paul Groesse; Edwin B. Willis i Jack D. Moore per Too Young to Kiss - Lyle R. Wheeler i John DeCuir; Thomas Little i Paul S. Fox per House on Telegraph Hill - Lyle R. Wheeler i Leland Fuller; Thomas Little i Fred J. Rode per Fourteen Hours | - Cedric Gibbons i Preston Ames; Edwin B. Willis i Keogh Gleason per Un americà a París - Hein Heckroth per The Tales of Hoffmann - William A. Horning, Cedric Gibbons i Edward Carfagno; Hugh Hunt per Quo Vadis - Lyle R. Wheeler i George Davis; Thomas Little i Paul S. Fox per David i Betsabé - Lyle R. Wheeler i Leland Fuller; Joseph C. Wright; Thomas Little i Walter M. Scott per On the Riviera                           |
| Millor fotografia - Blanc i Negre | Millor fotografia - Color |
| - William C. Mellor per A Place in the Sun - Norbert Brodine per The Frogmen - Robert Burks per Estranys en un tren - Franz Planer per La mort d'un viatjant - Harry Stradling per A Streetcar Named Desire | - Alfred Gilks i John Alton per Un americà a París - Charles Rosher per Show Boat - John F. Seitz i W. Howard Greene per When Worlds Collide - Leon Shamroy per David i Betsabé - Robert Surtees i William V. Skall per Quo Vadis |
| Millor vestuari - Blanc i Negre | Millor vestuari - Color |
| - Edith Head per A Place in the Sun - Lucinda Ballard per A Streetcar Named Desire - Charles LeMaire i Renie per The Model and the Marriage Broker - Walter Plunkett i Gile Steele per Kind Lady - Edward Stevenson i Margaret Furse per The Mudlark | - Orry-Kelly, Walter Plunkett i Irene Sharaff per Un americà a París - Hein Heckroth per The Tales of Hoffmann - Charles LeMaire i Edward Stevenson per David i Betsabé - Herschel McCoy per Quo Vadis - Helen Rose i Gile Steele per The Great Caruso |
| Millor muntatge | Millors efectes especials |
| - William Hornbeck per A Place in the Sun - Adrienne Fazan per Un americà a París - Chester Schaeffer per The Well - Dorothy Spencer per Decision Before Dawn - Ralph E. Winters per Quo Vadis | - When Worlds Collide (Paramount) |
| Millor documental | Millor curtmetratge documental |
| - Kon-Tiki d'Olle Nordemar - I Was a Communist for the F.B.I. de Bryan Foy | - Benjy de Fred Zinnemann - One Who Came Back d'Owen Crump - The Seeing Eye de Gordon Hollingshead |
| Millor curtmetratge, un carret | Millor curtmetratge, dos carrets |
| - World of Kids de Robert Youngson - Ridin' the Rails de Jack Eaton - The Story of Time de Robert G. Leffingwell | - Nature's Half Acre de Walt Disney - Balzac (Les Films du Compass) - Danger Under the Sea de Tom Mead |

## Oscar Honorífic

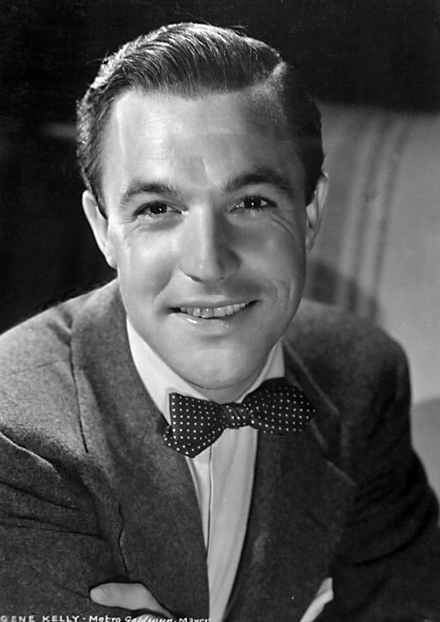
Gene Kelly

- Gene Kelly – en reconeixement de la seva versatilitat com a actor, cantant, ballarí, director, i específicament pels seus èxits brillants en l'art de la coreografia en el cinema. [estatueta]
- Rashōmon d'Akira Kurosawa (Japó) – votat per la Junta de Governadors com la pel·lícula en llengua estrangera més destacada als Estats Units el 1951. [estatueta. Premi Especial]

## Premi Irving G. Thalberg
- Arthur Freed

## Presentadors
- Lucille Ball (millors curtmetratges)
- Charles Brackett (Premi Honorífic a Gene Kelly)
- Leslie Caron (Premi Honorífic a pel·lícula de parla no anglesa)
- Marge i Gower Champion (millor direcció artística)
- Cyd Charisse (millor so)
- Ronald Colman (millor actriu)
- Sally Forrest (millors efectes especials)
- Zsa Zsa Gabor (millor vestuari)
- Greer Garson (millor actor)
- Jesse L. Lasky (millor pel·lícula)
- Claire Luce (millors guió original, adaptat i història)
- Joseph L. Mankiewicz (millor director)
- George Murphy (Premis Científics i Tècnics)
- Donald O'Connor (premis musicals)
- Janice Rule (millors documentals)
- George Sanders (millor actriu secundària)
- Constance Smith (millor muntatge)
- Claire Trevor (millor actor secundari)
- Vera-Ellen (millor fotografia)
- Darryl F. Zanuck (Premi Irving G. Thalberg)

### Actuacions
- Kay Brown
- Dick Haymes
- Howard Keel i Jane Powell
- Jane Wyman

## Múltiples nominacions i premis
| Les següents pel·lícules van rebre diverses nominacions: - 12 nominacions: A Streetcar Named Desire - 9 nominacions: A Place in the Sun - 8 nominacions: Un americà a París i Quo Vadis - 5 nominacions: David and Bathsheba i Mort d'un viatjant - 4 nominacions: La reina d'Àfrica i Detective Story - 3 nominacions: The Great Caruso - 2 nominacions: The Blue Veil, Bright Victory, Decision Before Dawn, The Frogmen, Here Comes the Groom, La Ronda, On the Riviera, Show Boat, Tales of Hoffmann, The Well i When Worlds Collide | Les següents pel·lícules van rebre més d'un premi: - 6 premis: Un americà a París i A Place in the Sun - 4 premis: A Streetcar Named Desire |